# 朝日印刷 (福井県)
朝日印刷株式会社（あさひいんさつ）は、福井県勝山市に本社を置く印刷会社。2010年より福井県立恐竜博物館との共同企画による「恐竜カレンダー」を制作・販売している。

## 所在地
- 本社 - 福井県勝山市昭和町3丁目63号
- 大野営業所 - 福井県大野市若杉町116
- 松岡営業所 - 福井県吉田郡永平寺町松岡春日2丁目125-2
- 坂井営業所 - 福井県坂井市丸岡町東陽2丁目10

## 沿革
- 1931年12月 - 初代社長宇野博により個人創業
- 1937年7月22日 - 勝山朝日通信印刷株式会社設立により法人化
- 1978年12月29日 - 朝日印刷株式会社に社名変更
- 1987年3月29日 - 現在地に本社移転